# Bingol
Bingol (em turco: Bingöl; em zaza: Çolig; em curmânji: Çewlîg; em arménio: Chabakhchour) é uma cidade e distrito (ilçe) da província homónima que faz parte da região da Anatólia Oriental da Turquia. O distrito tem 1 790 km² de área e em 2021 tinha 128 935 habitantes (densidade: 72 hab./km²). Em 2012 tinha 142 455 habitantes, dos quais 98 424 moravam na cidade.
No período bizantino chamava-se Romanopólis (em grego: Ῥωμανοῦπολις; romaniz.: Romanoupolis), em honra do imperador Romano I Lecapeno (r. 920–944). Depois disso, e até 1950, chamou-se Çabakcur ou Capakcur, que significa "água turbulenta" em arménio. O nome atual deve-se ao maciço montanhoso onde se encontra, as montanhas Bingol; Bingöl significa "mil lagos" em turco e reflete a existência de numerosos lagos glaciais na região.
A região foi incorporada permanentemente no Império Bizantino em 942 por Romano I Lecapeno. Inicialmente era uma subdivisão do tema (província militar) da Mesopotâmia, tendo constituído posteriormente (c. 970) um tema separado.
Nos últimos anos, a região tem vindo a tornar-se um destino turístico.[carece de fontes?] Como na província da qual é capital, a maioria da população é de etnia curda ou, segundo outras fontes, mais especificamente zaza
No dia 1 de maio de 2003 a região sofreu um sismo com magnitude 6,4 Mw que causou pelo menos 177 mortos e 521 feridos, além de destruir 718 edifícios e danificar outros 2 593. A 8 de março de 2010 ocorreu outro sismo, com epicentro  45 km a oeste de Bingöl e magnitude 6,1, que provocou pelo menos 57 mortos e 100 feridos.
O clima é do tipo continental (Dsa na classificação de Köppen-Geiger), caraterizado por uma grande amplitude térmica anual, com verões quentes e secos e invernos frios e com neve. De dezembro a fevereiro, a média das temperaturas máximas pouco ultrapassa os 0 °C, e as mínimas, cujos recordes são inferiores a -20 °C, são negativas entre dezembro e março. No verão as máximas situam-se normalmente muito próximas ou são superiores a 30 °C entre junho e setembro.